# Lin Newborn
 (août 2018).
Si vous disposez d'ouvrages ou d'articles de référence ou si vous connaissez des sites web de qualité traitant du thème abordé ici, merci de compléter l'article en donnant les références utiles à sa vérifiabilité et en les liant à la section « Notes et références ».
Pour les articles homonymes, voir Newborn.
Lin Newborn était un skinhead noir de Las Vegas, dans le Nevada, connu pour avoir été assassiné avec son ami Daniel Shersty par des naziskinheads le 4 juillet 1998, dans le désert de Mojave aux portes de la ville. Né le 7 mai 1974 à Pomona en Californie, il vivait à Las Vegas où il militait activement contre le racisme, notamment en tant que chanteur du groupe Life of Lies et membre des Las Vegas Unity Skins, un « crew » (groupe, association) de skinheads anti-racistes. Son ami Daniel Shersty, né le 8 août 1977 en Floride, travaillait sur une base de l'armée de l'air.
Le 3 juillet 1998, deux femmes se rendent à la boutique de piercing où travaille Lin "spit" Newborn et l'invitent à une fête, invitation qu'il transmet à son ami Daniel "Dan" Shersty. Ils se rendent ensemble au point de rendez-vous, situé dans le désert à quelques dizaines de kilomètres de la ville, mais une fois sortis de leur voiture, ils sont violemment attaqués, frappés et possiblement torturés par des boneheads (skins néonazis) qui leur tirent ensuite dessus, provoquant leur mort.  
Le corps de Daniel Shersty est retrouvé le lendemain par des randonneurs en VTT, à environ 5 kilomètres à l'ouest de l'autoroute 95, tué d'un coup de feu dans la poitrine et couvert d'empreintes de bottes. Le corps de Lin Newborn sera retrouvé deux jours plus tard par la police, à environ 150 mètres de celui de Daniel Shersty. Plusieurs coups de feu avaient été tirés sur lui et la police pense que Lin Newborn était en train d'essayer de s'échapper lorsqu'il a été abattu.  
L'instigateur principal de ces assassinats, John "Polar Bear" Butler, un militant néonazi connu localement et leader d'un petit groupe de boneheads appelé the Independant Nazi Skins, âgé de 26 ans au moment des faits, a été reconnu coupable des meurtres et condamné à mort. Sa peine a été commuée en appel en détention à vie sans possibilité de libération sur parole. Il est actuellement détenu à la High Desert State Prison dans le Nevada. Une des deux femmes de l'affaire a pu être identifiée comme Melissa Hack, la fiancée de Butler, et a également été poursuivie, ainsi que son frère Ross.  
Un documentaire réalisé en 2003 par l'anthropologue et réalisateur suisse Daniel Schweizer, intitulé Skinhead Attitude et s'insérant dans sa trilogie consacrée au sujet, revient sur cet événement.